# Franz Xaver Ölzant

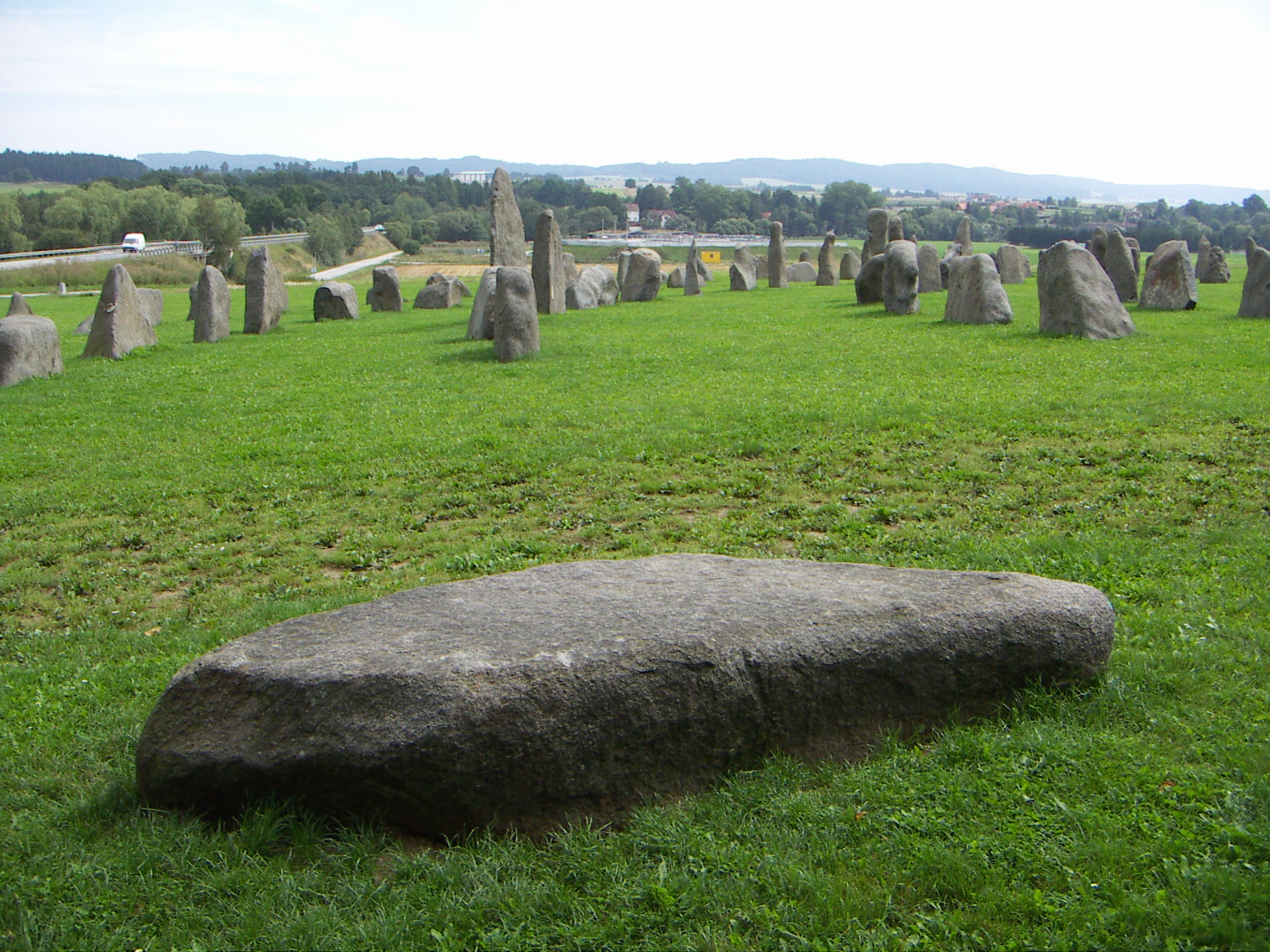
Basilika (1994)

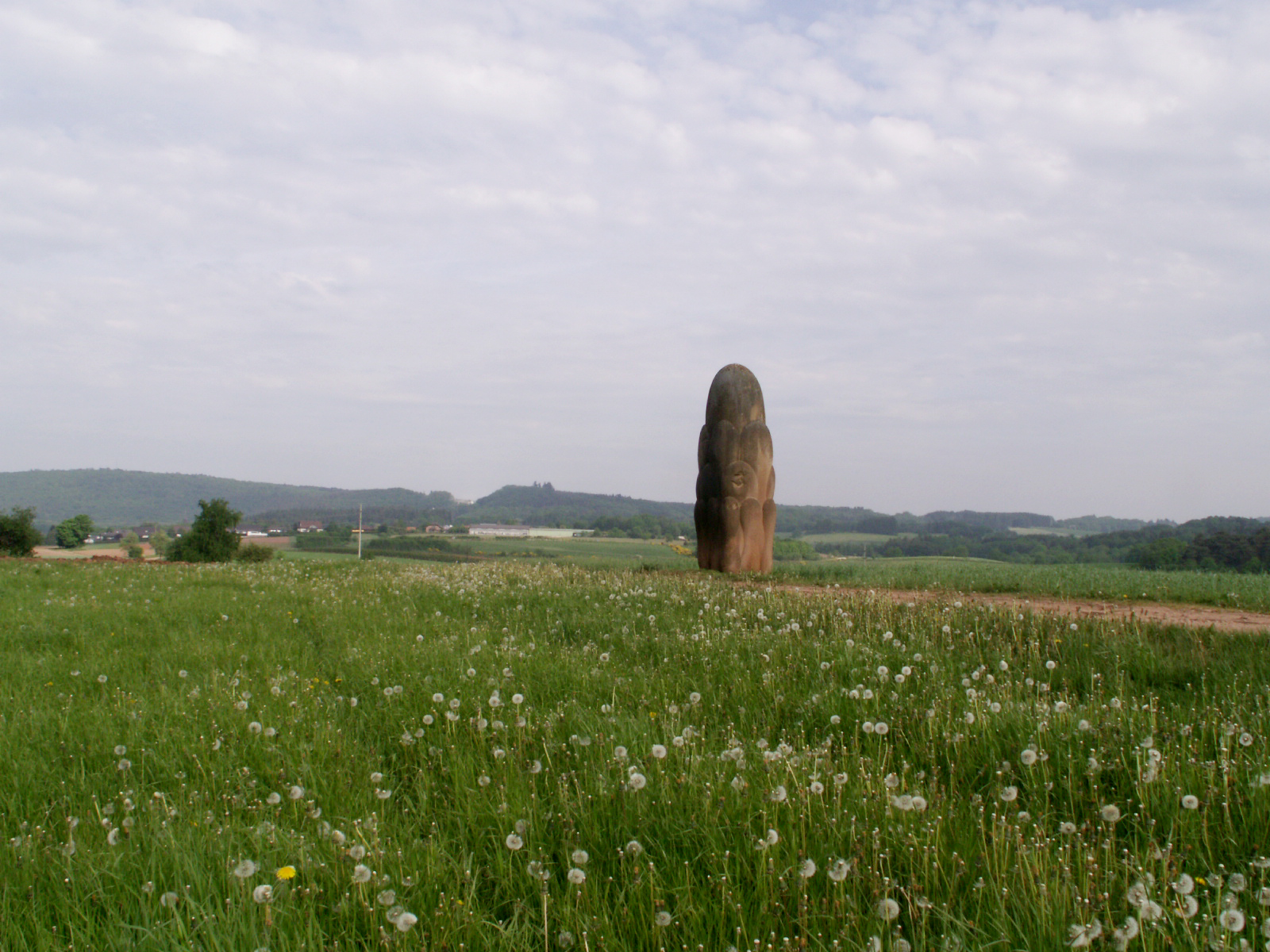
Wolkenstein (1979)

Franz Xaver Ölzant (Oberzeiring, 1934) is een Oostenrijkse beeldhouwer.

## Leven en werk
Ölzant studeerde van 1955 tot 1958 bij Hans Knesl aan de Hochschule für angewandte Kunst in Wenen. Aansluitend werkte hij in diverse ateliers in Neder-Oostenrijk en Wenen. Zo bezocht hij in 1962 het atelier van Hans Hartung in Berlijn. Hij had zijn eerste tentoonstelling in 1964 in het Künstlerhaus Wien. Van 1978 tot 1982 bezocht hij de Akademie der bildenden Künste Wien. Aan deze kunstacademie was hij hoogleraar van 1986 tot 2001.
Zijn vroege, kleinere werken in brons worden gekenmerkt door hun biomorfe vormen, zoals het werk Amphore. Latere werken zijn monumentaler en kunnen gerekend worden tot de zogenaamde land art.
In 1980 kreeg hij de Preis der Stadt Wien für Bildende Kunst in de afdeling beeldhouwkunst en in 1990 een prijs van de deelstaat Stiermarken.
Ölzant woont en werkt in Pfaffenschlag bei Waidhofen an der Thaya.

## Symposia
Ölzant deed als steenbeeldhouwer mee aan diverse beeldhouwersymposia, onder andere:
- 1969 Symposion Europäischer Bildhauer in Sankt Margarethen im Burgenland (Oostenrijk)
- 1971, 1979 Straße der Skulpturen im Saarland (Duitsland)
- 1983 Kawasaki (Japan)
- 1998 Hiroshima (Japan)

## Werken (selectie)
- 1969: zonder titel, Sankt Margarethen im Burgenland
- 1971: Erinnerungen an Hammarabi, Straße der Skulpturen (St. Wendel)
- 1979: Wolkenstein, Straße der Skulpturen (St. Wendel)
- 1980/90 O 21, Landeskrankenhaus in Horn
- 1987/88 Die große Tafel, Dominikaner Kirche in Krems an der Donau
- 1994: Markstein der Phantasie - Basilika ((97 Diorietstenen), op het Gudensfeld in Waidhofen an der Thaya
- Trauernde (oorlogsmonument), Pusterwald (Stiermarken)

## Fotogalerij

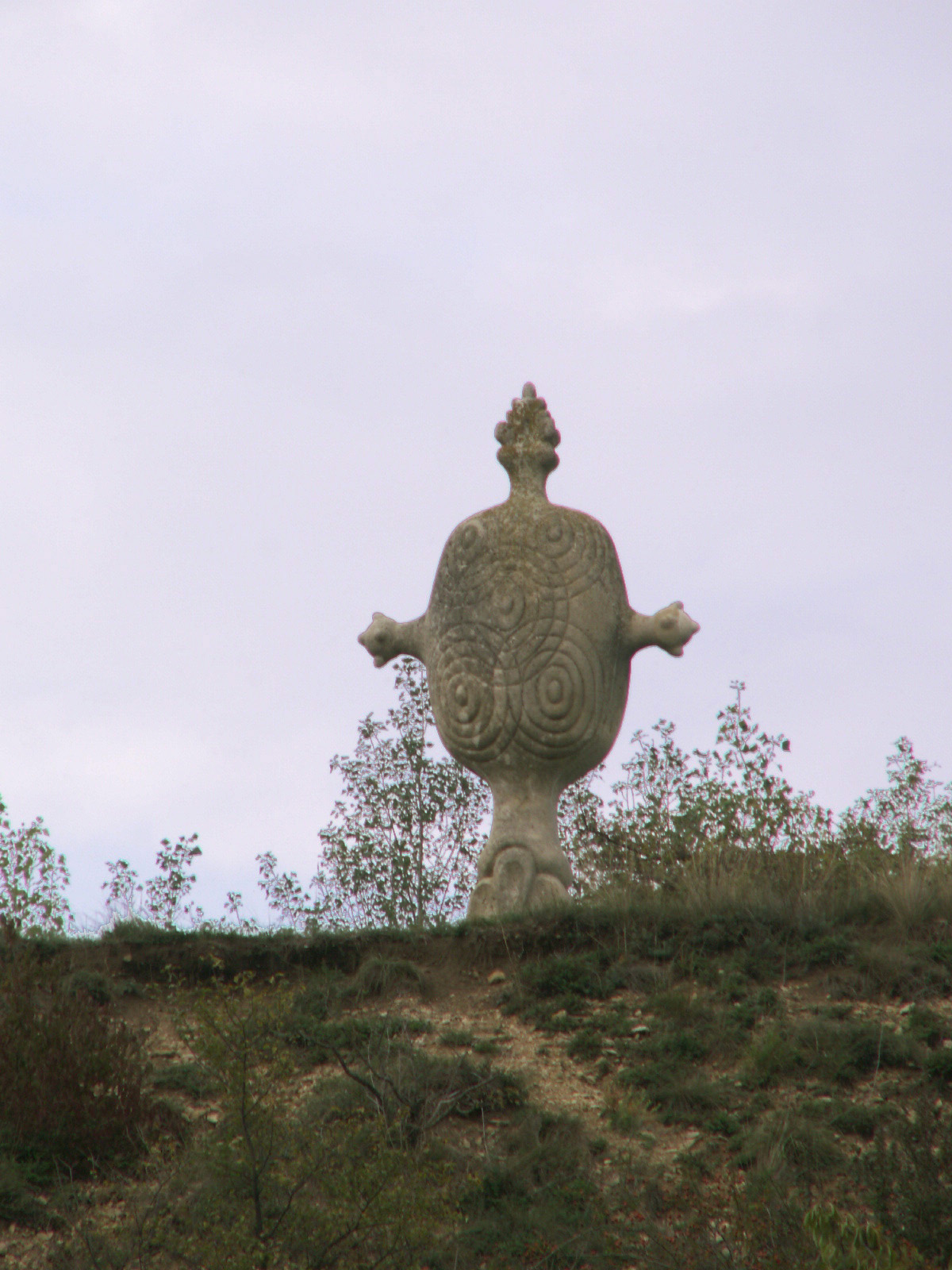
zonder titel (1969), Sankt Margarethen im Burgenland
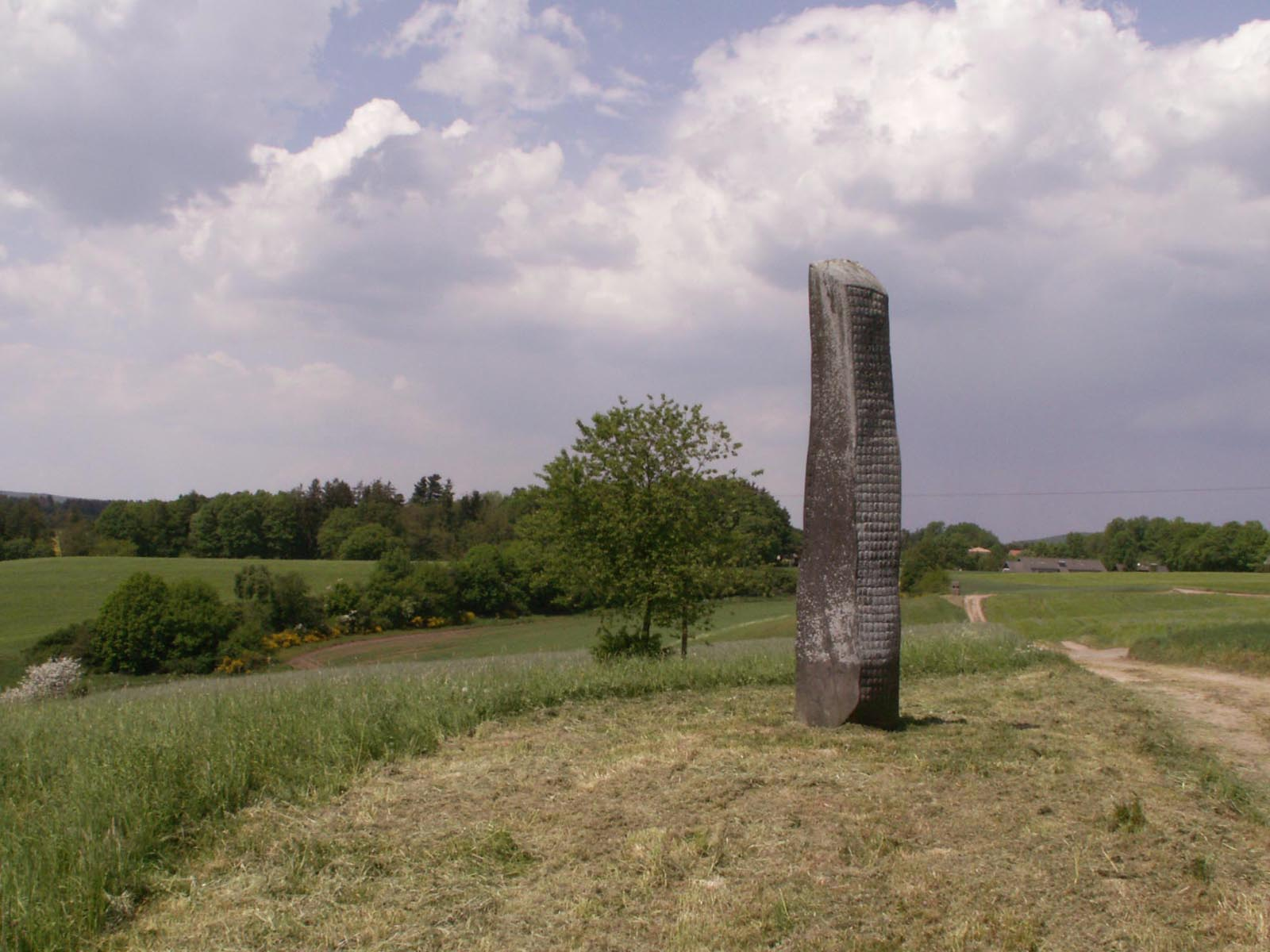
Erinnerungen an Hammarabi (1971)
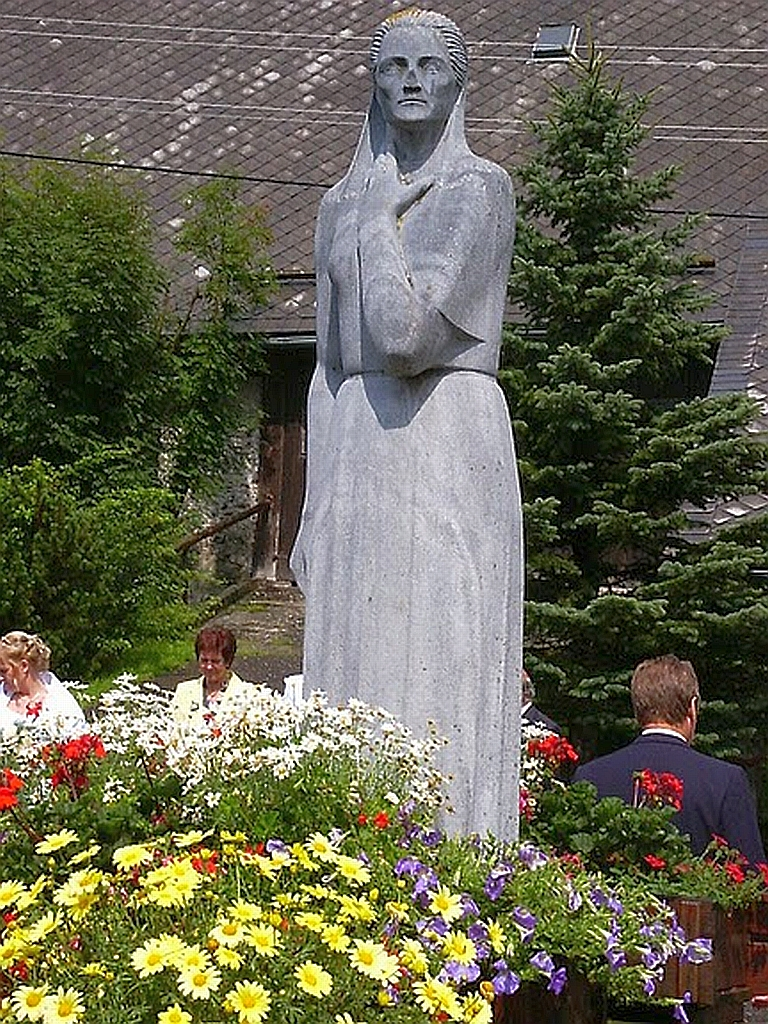
Trauernde, Pusterwald (Stiermarken)